# SPG-9

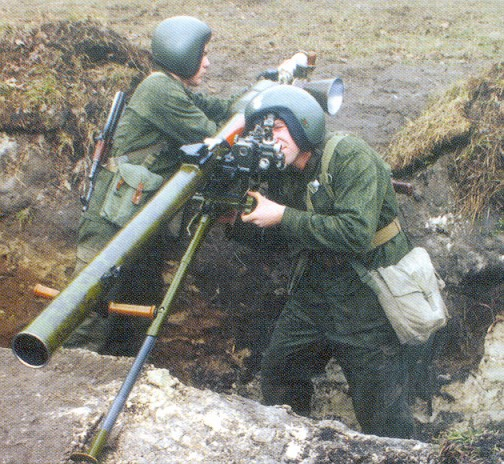
SPG-9M

Die bzw. das SPG-9 Kopjo (russisch СПГ-9 Копьё) ist ein 1963 in die Bewaffnung der Sowjetarmee aufgenommenes rückstoßfreies Geschütz. Die Waffe vereint die Eigenschaften eines Granatwerfers und einer Panzerabwehrwaffe und wurde in motorisierten Schützen- und Luftlandeeinheiten zur Bekämpfung von gepanzerten Fahrzeugen, Feldbefestigungsanlagen und ständigen Kampfanlagen, zum Niederhalten und Vernichten von Truppen innerhalb und außerhalb von Deckungen und zum Schaffen von Gassen in Drahthindernissen eingesetzt. Obwohl in regulären Streitkräften mittlerweile meist durch modernere Waffensysteme ersetzt, findet sie sich noch in der Bewaffnung verschiedener Armeen und irregulärer Kräfte.
Die Abkürzung SPG (russisch СПГ) steht für stankowy protiwotankowy granatomjot (russisch станковый противотанковый гранатомёт) und bedeutet lafettierter Panzerabwehrgranatwerfer. Der Projektname Kopjo (russisch Копьё) bedeutet Lanze. Der ursprünglich vergebene GRAU-Index der Waffe ist 6G6 (russisch 6Г6). In der Nationalen Volksarmee der DDR wurde die Waffe als 73 mm Schwere Panzerbüchse SPG-9 bezeichnet.

## Entwicklung
Ab 1954 wurde in der Sowjetarmee das rückstoßfreie 82-mm-Geschütz B-10 eingeführt. Die Waffe diente in Infanterieeinheiten vorrangig zur Bekämpfung gepanzerter Fahrzeuge auf Entfernungen bis zu 400 m. Da ab Beginn der 1960er-Jahre die ersten sowjetischen Panzerabwehrlenkraketenkomplexe verfügbar wurden, wurde das B-10 in seiner Rolle als Panzerabwehrwaffe in den motorisierten Schützeneinheiten zunehmend von diesen abgelöst. Für einen Einsatz in den Luftlandeeinheiten war das B-10 jedoch zu schwer und unbeweglich, auch entsprachen die Schussleistungen nicht mehr den zwischenzeitlich gestiegenen Anforderungen.
Die Waffe wurde im staatlichen Unionskonstruktionsbüro Nr. 47 (GSKB-47, russisch ГСКБ-47) entwickelt. Die taktisch-technischen Forderungen sahen ein Gesamtgewicht von weniger als 30 kg, eine Durchschlagsleistung von mindestens 300 mm und die Möglichkeit des Schießens aus Deckungen vor. Auch auf weitgehende Wartungsfreiheit wurde Wert gelegt. Es sollte möglich sein, innerhalb von fünf Tagen mindestens 35 Schüsse aus der Waffe abzugeben, ohne das Rohr zu reinigen. Diese Forderung führte letztendlich zum ungewöhnlichen Kaliber von 73 mm. Die ersten Prototypen der Waffe hatten noch ein Kaliber von 70 mm. Bei Versuchen zeigte sich, dass bereits nach sieben Schuss das Rohr von Pulverrückständen so zugesetzt war, dass ein Einführen der Granate nicht mehr möglich war. Die Konstrukteure sahen daher an der Spitze der Granate ein Zentrierungsband vor, das beim Durchgang der Granate durch das Rohr dieses von Pulverrückständen reinigte. Dieses Band mit der Dicke von 1,5 mm erforderte die Vergrößerung des Kalibers auf 73 mm. Im Laufe der Erprobungen wurde auch festgestellt, dass das geforderte Gewicht von 30 kg nicht zu erreichen war. Daher wurde es auf 50 kg erhöht. Nach dem erfolgreichen Abschluss der Erprobungen wurde die Waffe 1963 in die Bewaffnung der Sowjetarmee aufgenommen. Aus der SPG-9 wurde ab 1961 die Kanone 2A28 Grom des Schützenpanzers BMP-1 entwickelt.

## Konstruktion

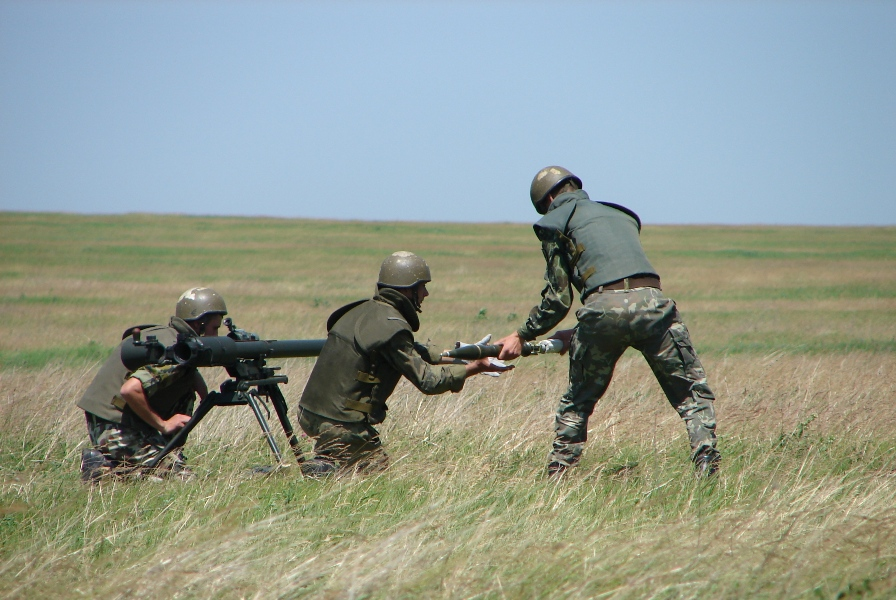
Laden einer SPG-9, der Verschluss der Waffe ist geöffnet

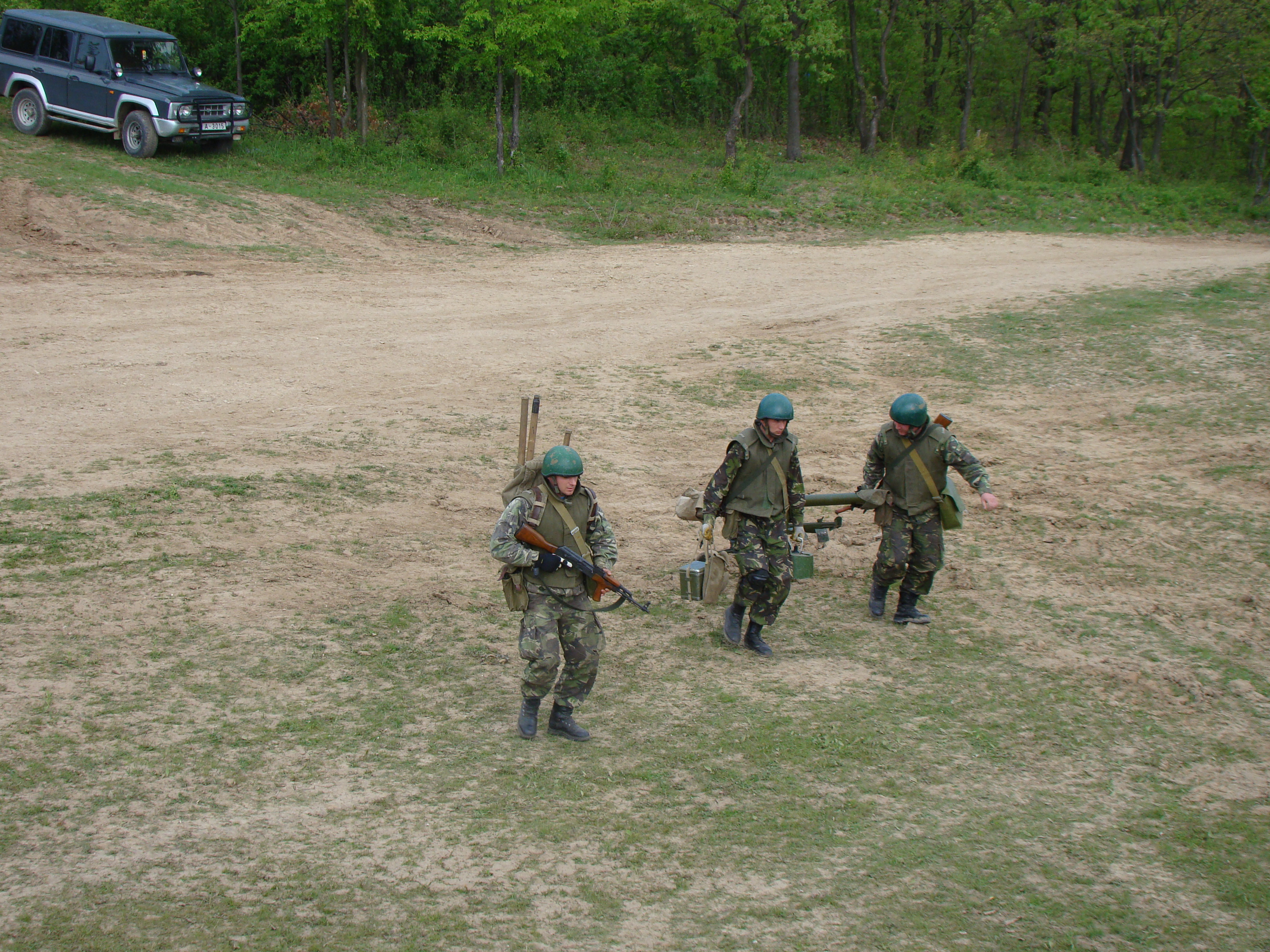
Transport einer SPG-9 unter Gefechtsbedingungen

### Rohr
Bei der Waffe handelt es sich um eine Glattrohrkanone, die flügelstabilisierte Munition verschießt. Die Waffe wird von hinten geladen, als Verschluss kommt ein Schraubenverschluss zum Einsatz. Das Kaliber ist 73 mm, die Feuergeschwindigkeit liegt bei fünf bis sechs Schuss je Minute.

### Visier
Die Visiereinrichtung befindet sich links am Rohr. Verwendet wird das optische Visier PGO-9 (russisch ПГО-9). Bei einem Gesichtsfeld von 10° vergrößert das Visier vierfach. Für den Kampf bei Nacht wird in den Versionen SPG-9N (russisch СПГ-9Н), SPG-9DN (russisch СПГ-9ДН), SPG-9MN (russisch СПГ-9МН) bzw. SPG-9DMN (russisch СПГ-9ДМН) das passive Nachtsichtgerät PGN-9 (russisch ПГН-9) bzw. PGN-9M (russisch ПГН-9М) verwendet. In den Versionen SPG-9M bzw. SPG-9DM wird anstelle des Visiers PGO-9 der Richtaufsatz PGOK-9 genutzt. Dadurch ist das Schießen im direkten und indirektem Richten möglich. Alle Typen besitzen weiterhin ein Hilfsvisier mit Kimme und Korn.

### Lafette
Verwendet wird eine Dreibeinlafette. Die Lafette ist als Rohrkonstruktion ausgeführt. Der Richtbereich liegt horizontal bei ±15°, vertikal zwischen −3° und +7°. Im Gefecht wird die Waffe bei Stellungswechseln von der Bedienung getragen, über größere Entfernungen auf Fahrzeugen verlastet transportiert. Bei der Version SPG-9D ist das vordere Bein der Lafette als Teleskoparm ausgeführt. Der Richtbereich ändert sich nicht, jedoch ist das Einstellen unterschiedlicher Mündungshöhen der Waffe möglich, um Deckungen besser auszunutzen. Zum leichteren Transport kann die Waffe mit zusammengeklappten Dreibein auf eine einachsige Unterlafette aufgesetzt werden. Die einachsige Transportlafette ist gefedert.

### Munition
Verschossen werden flügelstabilisierte Granaten. Für die Waffe ist mittlerweile eine große Anzahl von Munitionstypen verfügbar. Größtenteils handelt es sich dabei jedoch um Derivate der ursprünglichen sowjetischen Entwicklungen.
Vor dem Start sind die am Heck der Granate angeordneten Stabilisierungsflügel eingeklappt. Die Startladung treibt die Granate aus dem Rohr und beschleunigt sie dabei auf eine Anfangsgeschwindigkeit von 250 bis 400 m/s. Bei Granaten mit Splittergefechtskopf wird die Granate durch versetzt zur Längsachse angeordnete Austrittsbohrungen in eine Längsrotation versetzt, welche die Granate zusätzlich stabilisiert. Nach einer Flugstrecke von ungefähr zwanzig Metern zündet das Marschtriebwerk, das die Granate auf eine Geschwindigkeit von 700 m/s beschleunigt.
Verschossen werden Granaten mit Splittergefechtskopf zum Kampf gegen weiche und halbharte Ziele sowie Hohlladungsgranaten zum Kampf gegen gepanzerte Ziele. Mit den Hohlladungsgranaten können – je nach verwendetem Munitionstyp – 300 bis 400 mm Panzerstahl auf eine maximale Entfernung von 800 m durchschlagen werden. Mit Splittergranaten werden im indirekten Richten maximale Reichweiten von 4000 m bis 6000 m erreicht.
| Munitionsarten     |             |                        |                       |                      |                      |                 |                     |         |
| Typ                | Bezeichnung | Anfangsgeschwindigkeit | Höchstgeschwindigkeit | Durchschlagsleistung | effektive Reichweite | Gewicht, gesamt | Gewicht der Granate | Länge   |
| Splittergranate    | OG-9W       | 316 m/s                | –                     | –                    |                      | 5,5 kg          | 3,6 kg              | 1062 mm |
| Hohlladungsgranate | PG-9W       | 435 m/s                | 700 m/s               | 300 mm               |                      | 4,4 kg          | 2,6 kg              | 1115 mm |

## Modifikationen

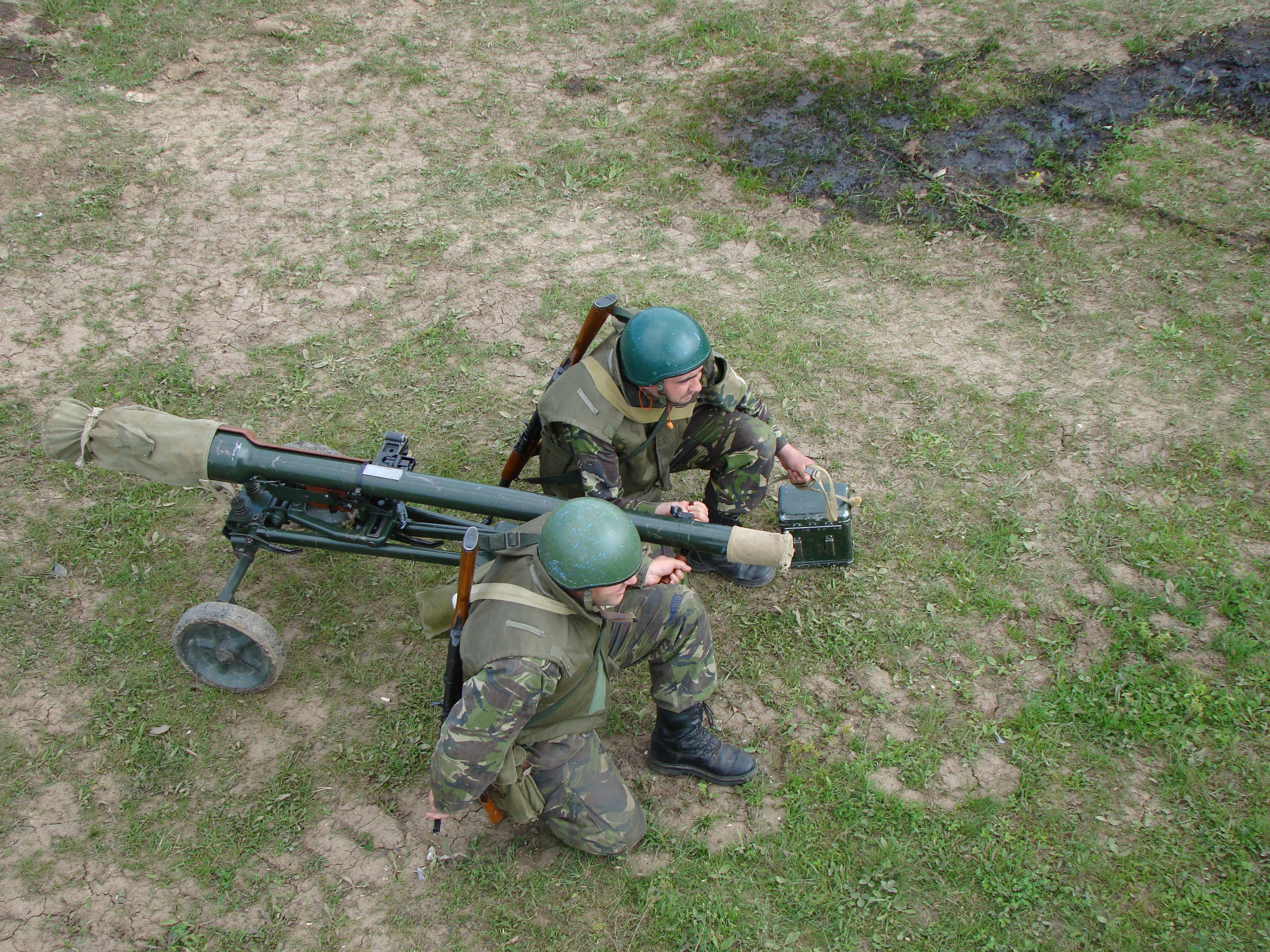
Rumänische Soldaten mit einer AG-9 auf der Transportlafette; die AG-9 ist die rumänische Lizenzversion der SPG-9

Von der SPG-9 existieren einige Modifikationen. Die Modifikationen werden durch einen nachgesetzten Indexbuchstaben gekennzeichnet. Es können mehrere Modifikationen miteinander kombiniert werden.

### SPG-9D
Die SPG-9D (russisch СПГ-9Д) wurde für den Einsatz bei den Luftlandetruppen entwickelt. Die Lafette wurde modifiziert. Das vordere Dreibein der Lafette war als Teleskopkonstruktion ausgeführt, um eine variable Mündungshöhe einstellen zu können. Zum Transport kann die Waffe auf eine einachsige Transportlafette gesetzt werden. Die Transportlafette ist gefedert, was im Gefecht einen Transport hinter Zugfahrzeugen ermöglicht. Die Waffe erhielt den GRAU-Index 6G7 (russisch 6Г7).

### SPG-9M
Bei der SPG-9M (russisch СПГ-9М) wurde das Zielfernrohr PGO-9 durch den Richtaufsatz PGOK-9 ersetzt. Damit wurde ein Bekämpfen von Zielen im indirekten Richten möglich. Die Waffe erhielt den GRAU-Index 6G13 (russisch 6Г13).

### SPG-9DM
Die Version SPG-9DM (russisch СПГ-9ДМ) besitzt die geänderte Lafette der Version SPG-9D und den Richtaufsatz PGOK-9 der Version SPG-9M. Die Waffe erhielt den GRAU-Index 6G14 (russisch 6Г14).

### SPG-9N
Die SPG-9N (russisch СПГ-9Н) wurde für den Nachtkampf ertüchtigt. Eingesetzt wurde das passive Infrarot-Nachtsichtgerät PGN-9 (russisch ПГН-9). Dafür wurde das Rohr mit einer entsprechenden Halterung versehen. Außerdem wurde am Gehäuse der Abfeuerungseinrichtung eine Blockierungseinrichtung angebracht, um das Nachtsichtgerät vor der Helligkeit des Abschussblitzes zu schützen. Die Versionen SPG-9D, SPG-9M und SPG-9DM führten, wenn sie für den Einsatz des PGN-9 nachgerüstet waren, die Bezeichnungen SPG-9DN, SPG-9MN und SPG-9DMN.

## Technische Daten
| 73 mm Schwere Panzerbüchse SPG-9M |                                                        |
| Allgemeine Eigenschaften          |                                                        |
| Klassifikation                    |                                                        |
| Chefkonstrukteur                  | Wjatscheslaw Iwanowitsch Silin                         |
| Bezeichnung des Herstellers       | SPG-9                                                  |
| Hersteller                        |                                                        |
| Länge mit Protze                  | 2110 mm                                                |
| Breite                            | 990 mm                                                 |
| Höhe                              | 820 mm                                                 |
| Gewicht in Feuerstellung          | 47,5 kg                                                |
| Gewicht Dreibeinlafette           | 12,0 kg                                                |
| Gewicht Fahrwerk                  | 12,0 kg                                                |
| Mannschaft                        | 4 Mann bzw. 3                                          |
| Baujahre                          | 1963–                                                  |
| Stückzahl                         |                                                        |
| Rohr                              |                                                        |
| Kaliber                           | 73 mm                                                  |
| Rohrlänge                         | 1850 mm                                                |
| Höhe der Schusslinie              | 800 mm                                                 |
| Feuerdaten                        |                                                        |
| Höhenrichtbereich                 | −3° bis 7°                                             |
| Seitenrichtbereich                | ±15°                                                   |
| Entfernung des direkten Schusses  | 800 m (Hohlladungsgranate) 345 m (Splittergranate)     |
| Mündungsgeschwindigkeit           | 345 m/s (Hohlladungsgranate) 316 m/s (Splittergranate) |
| Feuerrate                         | 5–6 Schuss/min                                         |

## Einsatz

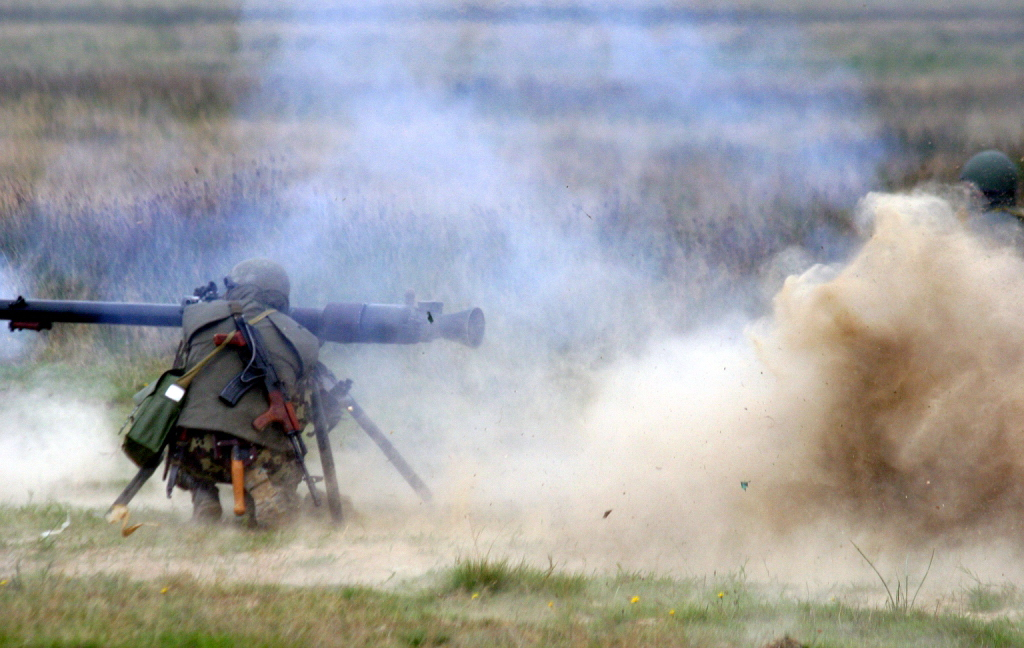
Abschuss einer SPG-9

Die SPG-9 löste in den Infanterieeinheiten der Sowjetarmee das rückstoßfreie 82-mm-Geschütz B-10 ab. Dort kam sie in den mit BTR-60 ausgerüsteten Bataillone der motorisierten Schützentruppen in den Panzerabwehrzügen zum Einsatz. Daneben wurde sie in der Sowjetarmee noch in den Einheiten der Luftlandetruppen und der Marineinfanterie eingesetzt.

### Einsatz in der NVA
Die NVA führte die Waffe ab 1969 ein. Beschafft wurden die Varianten SPG-9D und SPG-9M. Die SPG-9M wurden in den Panzerabwehrzügen der motorisierten Schützenbataillone verwendet. Ausgerüstet wurden nur die mit BTR-60 ausgestatteten Bataillone, da die mit BMP-1 ausgerüsteten Bataillone mit der Panzerabwehrlenkrakete 9M14 Maljutka des BMP-1 bereits über die Fähigkeit zur Panzerabwehr verfügten. Verlastet wurde die Waffe auf dem SPW-152. Bei den Luftlandetruppen der NVA und den Grenztruppen der DDR wurde die Waffe auf dem Geländefahrzeug UAZ-469 montiert. Insgesamt wurden bis 1989 578 SPG-9 beschafft.

### Einsatz in der Volkspolizei
Auch die Volkspolizei-Bereitschaften der Kasernierten Einheiten des Ministeriums des Innern (MdI) der DDR wurden mit der SPG-9 ausgerüstet. Dort wurden sie in den schweren Kompanien der Bereitschaften eingesetzt. Insgesamt wurden 284 Waffen beschafft.

### Weitere Einsatzstaaten
Die Waffe wurde in zahlreiche weitere Staaten exportiert. In einigen dieser Staaten wurden Waffe und Munition in Lizenz gefertigt. Teilweise, wie zum Beispiel in Rumänien, befand sich die Waffe noch nach der Jahrtausendwende im Einsatz. Mittlerweile befinden sich zahlreiche Waffen auch in den Händen paramilitärischer Gruppierungen. Die CIA erwarb 1987 die SPG-9 aus Beständen des Warschauer Pakts und lieferte diese an die Mudschaheddin in Afghanistan im Rahmen der Operation Cyclone.